# Mike Moran
Mike Moran (*4. březen 1948, Leeds, West Yorkshire, Anglie) je hráč na klávesy a producent. Studoval v Londýně na Royal College of Music předtím, než se stal hudebníkem a skladatelem/aranžérem. Vytvořil hudbu pro filmy, jakými jsou např. Zloději času a The Missionary. Také hrál s kapelou Ian Gillan Band.
Píseň "Rock Bottom", kterou napsal spolu s Lynseyem de Paulem, soutěžila za Velkou Británii na Eurovision Song Contest v roce 1977 a Morana poprvé proslavila. Ačkoliv zpočátku v hlasování vedla, nakonec se umístila na druhém místě. Přesto se stala hitem v mnoha evropských zemí včetně Francie, Německa, Rakouska a Švýcarska, v kterých dosáhla až na vrchol žebříčků hitparád. V kontinentální Evropě byla mnohem úspěšnější než v zemi svého původu ve Velké Británii.
De Paul a Moran pokračovali v psaní písní, např. "Let Your Body Go Downtown" pro Martyn Ford Orchestra, která se umístila v nejlepší čtyřicítce. Následovala "Going to a Disco" a "Without You" a "Now and Then", které se objevily na albech "Tigers and Fireflies" a "Just a Little Time".
Po mnoho let byl Moran hudebním ředitelem dětské show britské ITV "Get It Together". Každý týden v show vystupoval, doprovázel různé studiové hosty a hrál hlavní znělku show. Dostal další úkol napsat píseň zastupující Velkou Británii v Eurovision v roce 1990. Napsal "That Old Feeling Again" pro Stephena Lee Gardena, která se umístila na 5. místě z 8 písní v soutěži.
Dalšími slavnými písněmi, u nichž je Moran spoluautorem, jsou "Barcelona" (Freddie Mercury) a "Snot Rap" (Kenny Everett), stejně jako "No Mean City", tematická píseň ke kriminálnímu dramatu Taggart nazpívaná Maggie Bellovou.
Pracoval s různými členy skupiny Queen, s Ozzym Osbournem, Nicko McBrainem a Georgem Harrisonem.
A konečně, Moran pracoval velmi intenzivně jako hudební producent. Produkoval The Queen Album a Piaf pro Elaine Paigeovou a právě dokončil její poslední album Essential Musicals.